# Пенічень
Пенічень, Пенічені (рум. Păniceni) — село у повіті Клуж в Румунії. Входить до складу комуни Кепушу-Маре.
Село розташоване на відстані 347 км на північний захід від Бухареста, 31 км на захід від Клуж-Напоки.

## Населення
За даними перепису населення 2002 року у селі проживали 328 осіб, з них 327 осіб (99,7%) румунів. Рідною мовою 327 осіб (99,7%) назвали румунську.